# Мельник Ярослав Ігорович
Ярослав Ігорович Мельник — український військовослужбовець, підполковник Збройних сил України, командир зенітного ракетного дивізіону «Бук М1», учасник російсько-української війни, що відзначився під час російського вторгнення в Україну в 2022 році. Герой України (2022), кавалер орденів «За мужність» III ступеня та Данила Галицького (обидва — 2022).

## Життєпис
У ході повномасштабного російського вторгнення в Україну 2022 року майор Ярослав Мельник разом з особовим складом підпорядкованої зенітної ракетної батареї продемонстрував військову майстерність та успішну ліквідацію повітряних цілей ворога. Батарея несла бойове чергування в Херсонській області. Першого ж дня війни вона перемістилася до Нової Каховки, а згодом —до Запоріжжя. Тут 26 лютого вдалося збити двома ракетами першу рашистську ціль — гвинтокрил Мі-17. В середині березня отримав наказ висунутися в район міста Ізюм Харківської області, і першого ж дня бойова обслуга під його командуванням збила тут бойовий гвинтокрил ЗС РФ. Загалом на його рахунку 28 цілей ворога: одинадцять бойових літаків різних типів, два гвинтокрили, дві крилаті ракети та тринадцять безпілотників. Під час виконання бойових завдань біля міст Балаклія та Ізюм на Харківшині бійці зенітної ракетної батареї «Бук М1» більше ніж за півроку знищили ворожі гелікоптери, дві крилаті ракети, кілька літаків та безпілотних літальних апаратів. Такі результати змусили ворога відмовитись від польотів і бомбардувань позицій військових та осель мирних мешканців на Харківщині. Одного разу військовослужбовцям ЗС РФ вдалося вразити ракетою самохідну вогневу установку (СВУ), але Ярослав Мельник зміг евакуювати бойову машину та знову поставити в стрій. Батарея складається з двох СВУ та однієї пуско-заряджальної установки.
Орден «Золота Зірка» Президент України вручив Ярославу Мельнику на церемонії з нагоди Дня Повітряних Сил ЗС України. Після нагородження Ярослава Мельника також особисто привітали Командувач Повітряних Сил ЗС України генерал-лейтенант Микола Олещук Головнокомандувач ЗСУ генерал Валерій Залужний.

## Нагороди
- звання Герой України з врученням ордена «Золота Зірка» (5 серпня 2022) — за особисту мужність, виявлену у захисті державного суверенітету та територіальної цілісності України, самовіддане служіння Українському народу[3];
- орден «За мужність» III ступеня (5 квітня 2022) — за особисту мужність і самовіддані дії, виявлені у захисті державного суверенітету та територіальної цілісності України, вірність військовій присязі[4].
- орден Данила Галицького (28 лютого 2022) — за особисту мужність і самовіддані дії, виявлені у захисті державного суверенітету та територіальної цілісності України, вірність військовій присязі[5].